# Life (альбом Dope)
| Оценки критиков | Оценки критиков                                                          |
| Источник        | Оценка                                                                   |
| --------------- | ------------------------------------------------------------------------ |
| Allmusic        | [ 1 ]                                                                    |
| CDNow           | 4 из 5 звёзд · 4 из 5 звёзд · 4 из 5 звёзд · 4 из 5 звёзд · 4 из 5 звёзд |
| melodic.net     | [ 2 ]                                                                    |

Life — это второй студийный альбом американской ню-метал-группы Dope, выпущенный 6 ноября 2001го года. Продажи альбома в Соединенных Штатах составили около 73 тысяч копий Альбом первым в дискографии группы дебютировал в Billboard 200. Особую популярность группе принесла песня "Die MF Die", ставшая Интернет-мемом

## Об альбоме
В поддержку альбома было выпущено два сингла: Now or Never и Slipping Away. Оба сингла получили небольшую популярность и попали в ротацию на рок-радиостанциях.
Несмотря на умеренный успех, альбом получил негативные оценки. Так критик Allmusic поставили альбому 2 звезды из 5, отметив абсолютную неоригинальность группы и слабые тексты песен, выразив также недоумение к повышенному вниманию публики к альбому. На melodic.net раскритиковали невыразительные мелодии и раздражающий вокал, впрочем, похвалив яростные риффы, которыми наполнен альбом, однако оценка альбома была идентична оценке allmusic.

## Список композиций
Слова и музыка всех песен — Эдсель Доуп, кроме указанных.
| №                   | Название                                                      | Автор(ы)                | Длительность |
| ------------------- | ------------------------------------------------------------- | ----------------------- | ------------ |
| 1.                  | «Take Your Best Shot»                                         |                         | 2:48         |
| 2.                  | «Now or Never»                                                | Dope, Acey Slade, Virus | 3:26         |
| 3.                  | «Nothing (Why)»                                               |                         | 3:59         |
| 4.                  | «Stop»                                                        | Dope, Tripp Eisen       | 2:50         |
| 5.                  | «Thanks for Nothing»                                          |                         | 2:50         |
| 6.                  | «Die MF Die»                                                  | Dope, Eisen             | 3:06         |
| 7.                  | «What About...»                                               | Dope, Slade             | 3:23         |
| 8.                  | «Move It»                                                     | Dope, Slade             | 2:47         |
| 9.                  | «Jenny's Cryin'»                                              |                         | 3:11         |
| 10.                 | «With or Without You»                                         |                         | 3:36         |
| 11.                 | «Crazy»                                                       |                         | 3:05         |
| 12.                 | «Slipping Away»                                               |                         | 3:02         |
| 13.                 | «March of Hope» (содержит скрытый трек "You're Full of Shit") |                         | 7:01         |
| Общая длительность: | Общая длительность:                                           | Общая длительность:     | 45:36        |

## Участники записи
- Эдсель Доуп — вокал, гитара, бас-гитара, продюсирование
- Саймон Доуп — клавишные, семплирование, перкуссия
- Эйси Слэйд — гитара, бэк-вокал
- Слоан «Mosey» Джентри — бас-гитара
- Рэйси «Sketchy» Шэй — ударные
- Вайрус — гитара, бэк-вокал
- DJ Lethal — скретчинг (4, 7, 13)
- Джош Абрахам — продюсирование

## Позиции в чартах
| Чарт (2001)       | Позиция |
| ----------------- | ------- |
| The Billboard 200 | 180     |
| Top Heatseekers   | 6       |

| Год  | Песня           | US Main. |
| ---- | --------------- | -------- |
| 2001 | «Now or Never»  | 28       |
| 2002 | «Slipping Away» | 29       |